# Кропив'янка біловуса
Кропи́в'янка біловуса (Curruca mystacea) — вид горобцеподібних птахів родини кропив'янкових (Sylviidae). Мешкає в Західній і Центральній Азії. В Україні рідкісний залітний вид.

## Опис

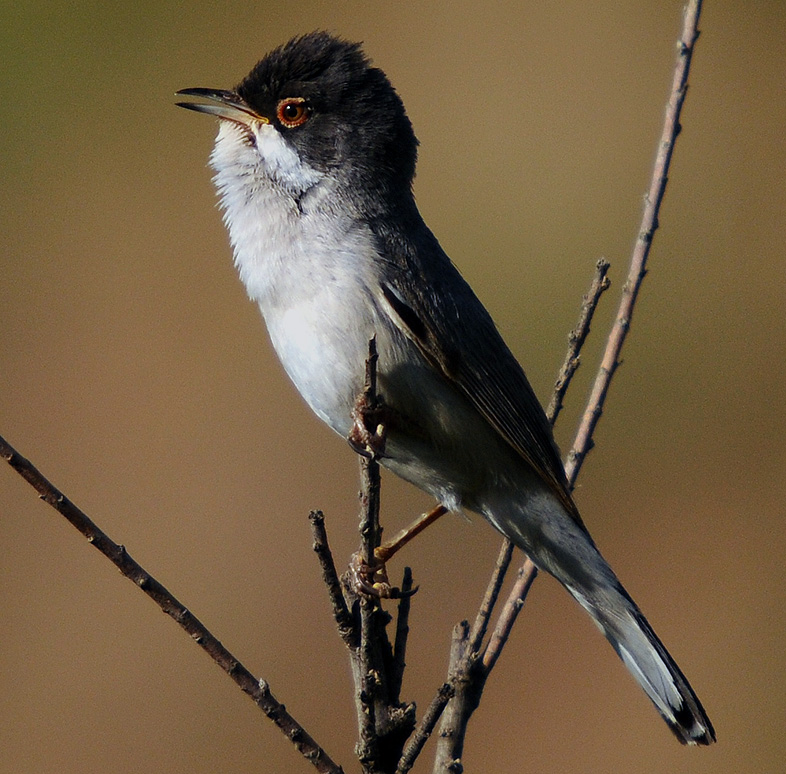
Біловуса кропив'янка

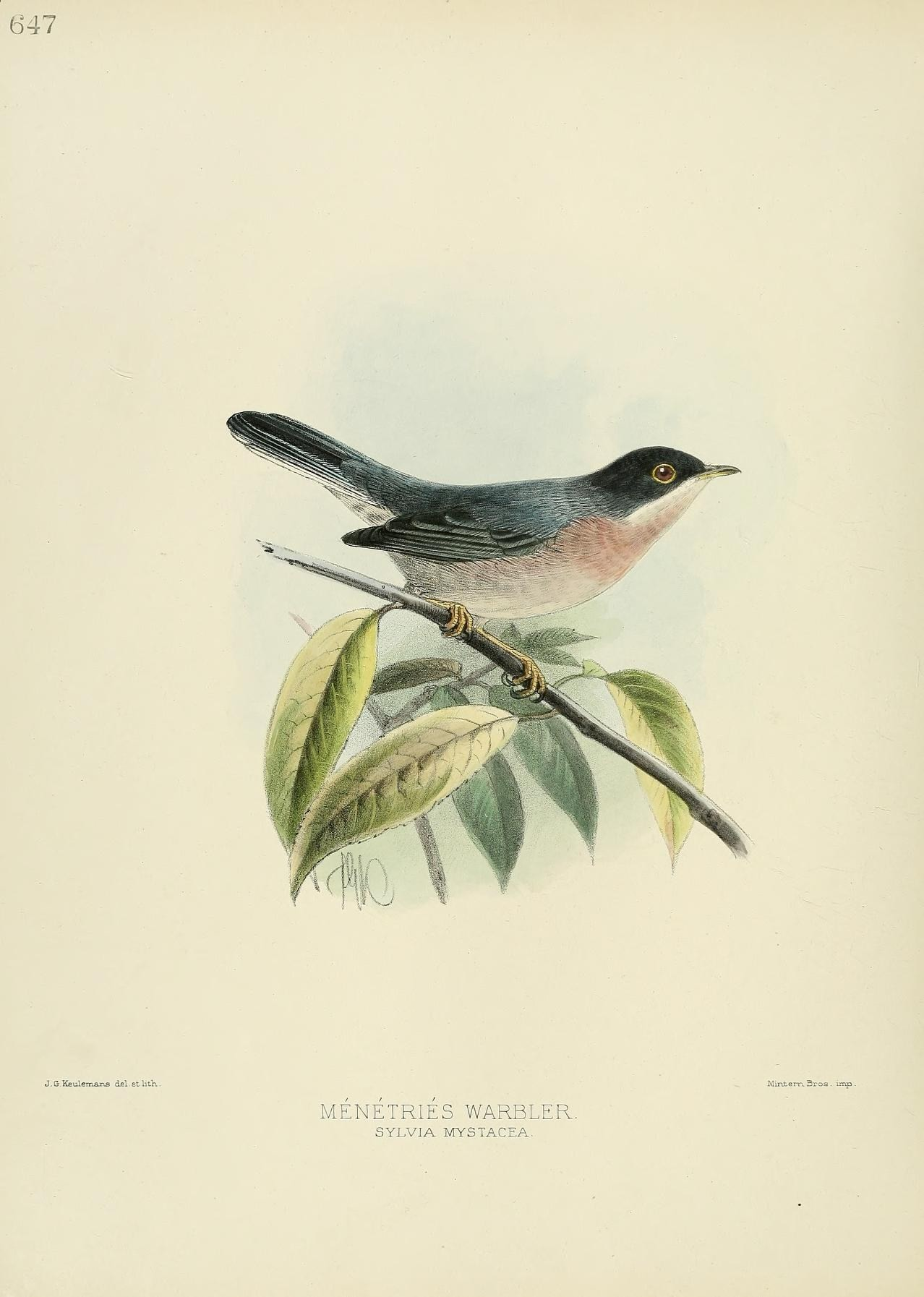
Біловуса кропив'янка

Довжина птаха становить 12-14 см, розмах крил 15-19 см, вага 9-11 г. Хвіст відносно довгий, чорнуватий з білими краями, часто направлений догори. Птахи хитають його зі сторони в сторону або зверху вниз. Дзьоб відносно міцний. темний з рожевуватою плямою біля основи, Навколо очей бліді кільця.
У самців номінативного підвиду C. m. mystacea верхня частина тіла темно-сірувата, нижня частина тіла білувата, на щоках білі "вуса". горло і груди мають рожевий відтінок. Верхня частина голови у них темна, спереду тьмяно-чорна, ззаду більш бліда, переходить у сіру потилицю, на відміну від середземноморської кропив'янки, у якої верхня частина голови повністю вугільно-чорна. Третьорядні махові пера однотонні, тоді як у середземноморських кропив'янок вони мають темну центральну частину і світлі краї. У самців підвиду C. m. rubescens верхня частина тіла більш блідо-сіра, а рожевий відтінок на нижній частині тіла слабо виражений або відсутній. у самців підвиду C. m. turcmenica верхня частина тіла більш блідо-сіра, ніж у номінативного підвиду, а нижня частина тіла більш блідо-рожева, крила у них більш довгі, ніж у представників  інших підвидів. Під час негніздового періоду самці біловусих кропив'янок набувають більш коричневого забарвлення, а верхня частина голови у них позбавляється контрастно-темного забарвлення.
У самиць верхня частина тіла піщано-сіро-коричнева, а нижня частина тіла охристо-біла. Вони схожі на самиць середземноморських і червоноволих кропив'янок, однак мають більш однотонні третьорядні махові пера, а контраст між блідішою спиною і темнішим хвостом у них більш виражений. Забарвлення молодих самців є подібне до забарвлення самиць, однак горло і груди у них мають рожевий відтінок.

## Підвиди
Виділяють три підвиди:
- C. m. mystacea (Ménétriés, 1832) — східна Туреччина, Закавказзя, західний Прикаспій;
- C. m. rubescens (Blanford, 1874) — від південно-східної Туреччини до Лівана, Сирії, Ірака і південно-західного Ірана;
- C. m. turcmenica (Zarudny & Bilkevitch, 1918) — від північно-східного Ірана до долини Сирдар'ї в південному Казахстані і Белуджистана на заході Пакистану.

## Поширення і екологія
Біловусі кропив'янки гніздяться від східної Туреччини до Казахстана і Пакистана. Взимку вони мігрують до Північно-Східної Африки, на Аравійський півострів і на південь Ірану. Біловусі кропив'янки живуть в чагарникових заростях, що ростуть в долинах і на посушливих гірських схилах, а такрож в тамариксових заростях на берегах річок, на висоті до 1400 м над рівнем моря. Також вони зустрічаються в рідколіссях, пальмових гаях і садах. Зимують в чагарникових заростях. 
Біловусі кропив'янки живляться комахами, їх личинками і яйцями, іншшими безхребетними, восени також ягодами і плодами, взимку насінням. Моногамні, гніздяться з початку квітня по липень. Гніздо глибоке, чашоподібне, будується порою птахів з гілочок, стебел і трави, встелюється пір'ям і шерстю, розміщується в травіф, невисоких шуках або на молодих деревах, на висоті до 70-90 см над землею. В кладці від 4 до 6 білих, поцяткованих коричневими плямками яєць. Інкубаційний період триває 11-13 днів, пташенята покидають гніздо через 10-11 днів після вилуплення. І самиці, і самці насиджують кладку і доглядають за пташенятами. За сезон може вилупитися два виводки.

## Збереження
МСОП класифікує цей вид як такий, що не потребує особливих заходів зі збереження. За оцінками дослідників, глобальна популяція біловусих кропив'янок становить від 430 до 1250 тисяч дорослих птахів.